# Recording Industry Foundation in Taiwan
Recording Industry Foundation in Taiwan é uma empresa oficial que representa as indústrias fonográficas de Taiwan. É também associada ao IFPI.